# Meixing (häradshuvudort i Kina, Sichuan Sheng, lat 31,00, long 102,36)
Meixing (kinesiska: 美兴, 小金县) är en häradshuvudort i Kina. Den ligger i provinsen Sichuan, i den sydvästra delen av landet, omkring 170 kilometer väster om provinshuvudstaden Chengdu. Antalet invånare är 77 731. Befolkningen består av 37 194 kvinnor och 40 537 män. Barn under 15 år utgör 18,0 %, vuxna 15-64 år 74 %, och äldre över 65 år 7,0 %.
Runt Meixing är det glesbefolkat, med 14 invånare per kvadratkilometer. Det finns inga andra samhällen i närheten. I omgivningarna runt Meixing växer i huvudsak blandskog.
Genomsnittlig årsnederbörd är 1 253 millimeter. Den regnigaste månaden är juni, med i genomsnitt 227 mm nederbörd, och den torraste är januari, med 13 mm nederbörd.